# 鍋島直茂

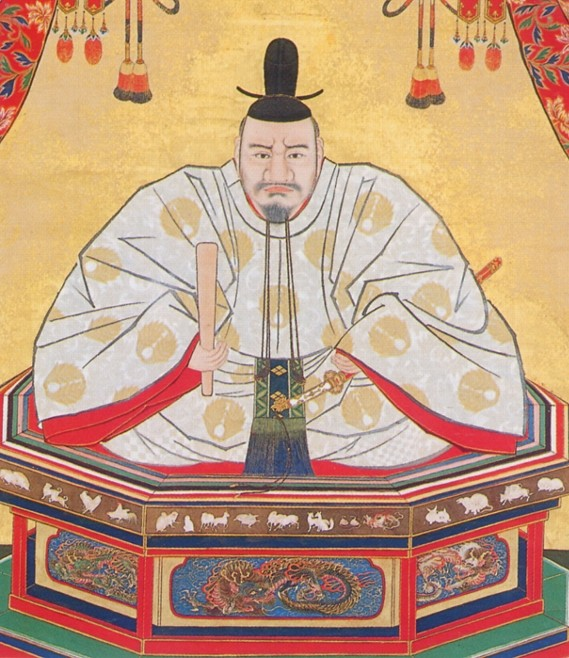
鍋島直茂

鍋島 直茂（なべしま なおしげ）は、戦国時代から江戸時代前期にかけての武将、大名。戦国大名・龍造寺隆信の義弟である。肥前佐賀藩の藩祖。
なお数回改名しており、本項では便宜的に後期の名乗りである直茂で統一して解説する。

## 生涯

### 龍造寺隆信の右腕として
天文7年（1538年）、鍋島清房の次男として生まれる。母は龍造寺家純の娘・桃源院。天文10年（1541年）、主君・龍造寺家兼の命令により、小城郡の千葉胤連（西千葉氏）の養子となる。しかし天文14年（1545年）に少弐氏によって龍造寺家純らが殺され、家兼が逃亡したことにより、龍造寺氏と少弐氏が敵対関係になると、実父・清房は直茂の養子縁組を解消して実家に戻らせている。
家兼の死後、数年を経て龍造寺隆信が龍造寺氏を継ぎ、さらに隆信の生母である慶誾尼が父・清房の継室となったため、直茂は隆信の従弟（直茂の生母と隆信の父が兄妹。もしくは姉弟）であると同時に義弟にもなり、隆信から厚い信任を受けることとなる。龍造寺氏は直茂の働きなどもあって、宿敵の少弐氏を永禄2年（1559年）には滅亡に追いやっている。

鍋島杏葉

永禄12年（1569年）、大友宗麟が侵攻して来ると、隆信に籠城を進言し、同時に安芸毛利氏に大友領への侵攻を要請した。元亀元年（1570年）の今山の戦いでは、家中が籠城に傾く中で夜襲を進言し、夜襲隊を指揮して大友親貞を撃破する。以降、龍造寺家内での存在感を大いに増した。また、この勝利を記念して、鍋島家の家紋を剣花菱から大友家の杏葉へと替えた。
天正3年（1575年）、少弐氏の残党を全て滅ぼし、天正6年（1578年）には肥前南部の有馬氏・大村氏らを屈服させるという功績を挙げた。そして隆信が隠居して隆信の嫡男・龍造寺政家が家督を継ぐと、政家の後見人を隆信より任された。
天正9年（1581年）に隆信と謀り、島津氏と通謀した筑後柳川城主の蒲池鎮漣を肥前へ誘い出して誅戮し、隆信の命令で柳川城攻めをした田尻鑑種を督戦、蒲池氏（下蒲池）が滅んだ後に柳川城に入った。以後、主に筑後国の国政を担当する。もちろん直茂の力への期待もあったが、奢った隆信が度々諫言を行う直茂を疎んじるようになり、筑後に回したとも言われる。
天正12年（1584年）、沖田畷の戦いで隆信が島津・有馬連合軍に敗れ戦死すると、直茂は自害しようとしたが家臣に止められて肥前に退き、政家を輔弼して勢力挽回に務めた。島津有馬方は、隆信の首の返還を申し出てきたが、直茂は受け取りを断固拒否し、強烈な敵対を示した。この行動の後に講和交渉に入ったため、龍造寺氏側は惨敗にもかかわらずよりよい条件を得ることができた。

### 実権掌握と桃山時代
龍造寺氏は一時島津氏に恭順する形で大友方の立花宗茂が籠もる立花城包囲に加わったが、直茂は早くから豊臣秀吉に誼を通じ九州征伐を促した。そして、秀吉軍の九州接近を知ると直ちに島津と手切れし、精兵を送って島津軍によって肥後の南関に囚われていた立花宗茂の母親と妹を救出、龍造寺勢は立花勢とともに島津攻めの先陣を担って島津氏を屈服させた。
これら一連の動きを秀吉は高く評価し、龍造寺政家は、豊臣秀吉から肥前国7郡30万9902石を安堵されたが、朱印状は龍造寺高房宛となっている。鍋島直茂はうち3万石余（直茂･勝茂の合計高4万4500石）を与えられ 、秀吉は政家に代わって国政を担うよう命じた。
秀吉からは天正16年（1588年）に政家に対し、天正17年（1589年）には直茂と嫡子の勝茂に、豊臣姓が下賜された。天正16年から龍造寺領国内における支配権を誇示するかのように印章の使用を開始し、自己の権力を確立させる。
朝鮮出兵においては龍造寺家臣団を率い、加藤清正を主将とする日本軍二番隊の武将として参加した。この朝鮮出兵を経て、龍造寺家臣団の直茂への傾倒が一層促進された。この時点で政家との不和が噂されるようになっており、文禄4年（1596年）には政家毒殺を企図しているとさえ噂され、直茂は噂を否定する起請文を提出している。
この朝鮮出兵において、直茂は一度も帰国することはなく、慶長2年（1597年）になってから子息の勝茂と交代で日本に帰国した。

### 関ヶ原
慶長5年（1600年）の関ヶ原の戦いでは、息子の勝茂が当初西軍に参戦したが、直茂は銀子500貫をもって3人の家臣らに米を買い付けさせた。そして石田三成が挙兵すると、西軍に属しながら宇都宮にいた徳川秀忠に対して尾張から関東までの買い占め米の目録を送り、徳川家康にも「鍋島心中は別条なし」との心証をいだかせたとされる（『川角太閤記』）。関ヶ原での本戦が開始される以前に勝茂とその軍勢を戦線から離脱させている。
その後直茂は、家康への恭順の意を示すために九州の西軍諸将の居城を攻撃することを求められ、小早川秀包の久留米城を攻略、次いで立花宗茂の柳川城を降伏開城させた。更に直茂は、他の東軍諸将と共に島津への攻撃まで準備したが、こちらは直前に中止となった。
一連の九州での鍋島氏の戦いは家康に認められ、龍造寺家の肥前国佐賀の本領は辛うじて安堵されている。ただし家中の戦後処理では勝茂の直轄領を9000石とし、名代の軍勢が家康から直々に労いの言葉を得た龍造寺（後藤）茂綱には勝茂以上の1万2108石を与えて徳川と東軍参加の家中諸将への配慮をしている。

### 鍋島氏佐賀藩の成立
江戸時代に入り、龍造寺高房は幕府に対して佐賀藩における龍造寺氏の実権の回復をはたらきかけた。しかし、幕府は竜造寺氏から直茂・勝茂父子への禅譲を認める姿勢をとり、隆信の弟・龍造寺信周や龍造寺長信らも鍋島氏への禅譲を積極的に支持した。このため、勝茂は幕府公認の下で跡を継いで、龍造寺家の遺領（検地による高直しで35万7千石。後述）を引き継ぎ佐賀藩主となり、父の後見下で藩政を総覧した。
慶長12年（1607年）3月3日、高房は直茂を恨んで夫人（直茂の養女で鍋島茂里の長女）を殺し、自殺を図った。その場では一命を取り留めたが、直茂は同年7月26日付で政家宛に高房の行状を非難する書状を送った。自分たちは殿下（秀吉）や大御所様（家康）に国政を任されたが、龍造寺家に最大限敬意を払ってきたし、また待遇面でも不自由のないよう取りはからってきたのに、名字（家系）を断絶させる真似（自殺未遂）をしたのは何故か。誰に対する当てつけなのか。（高房が）帰国後、我々親子（直茂・勝茂）に質問するなら直接申し開きをするといった内容で、「おうらみ状」と呼ばれる。
しかし高房は佐賀に戻ることなく、9月6日に死去した。
その後、直茂は龍造寺一門へ敬意を表しながらも、その影響力を相対的に弱めた。勝茂もその施策を継承し、自分の弟・忠茂、長子・元茂、五男・直澄に支藩を立てさせて本藩統治を強固にし、龍造寺旧臣達の恨みを押さえ込んでいった。また、検地を実施して35万7000石の石高があることを明らかにし、これが佐賀藩の朱印高となる。
ただ、直茂は龍造寺氏・家中への遠慮があったためか、自らは藩主の座に就くことはなく初代藩主は勝茂となった。そのため直茂は藩祖と称される。
慶長16年（1611年）、佐賀城が完成し、勝茂が入城すると、直茂は一時的には三の丸に入ったが、やがて多布施に隠居した。
元和4年（1618年）6月3日に病死。享年81。当時としては長命であるが、耳に腫瘍ができ、その激痛に苦しんだ上での半ば悶死であったため、高房の亡霊のしわざではないかと噂され、これが「鍋島家化け猫騒動」のモチーフのひとつとなった。
佐賀市高伝寺蔵成富益峯筆鍋島直茂像（佐賀県立博物館に寄託）の石田一鼎による賛には「従五位鍋島加賀守藤原朝臣直茂法諱日峯宗智大居士父駿河守清房母龍造寺豊後守家純嫡女也」とある。

## 人物・逸話
- 龍造寺隆信とは義兄弟にあたり、そのため隆信を諫言することが多かったといわれる。はじめのうちは隆信と仲が良く、隆信と並んで「龍造寺の仁王門」とまで称されたが、晩年の隆信が酒色に溺れると次第に疎まれて遠ざけられたという。
- 天正2年（1574年）に平井経治の須古城を攻めた際、要害であるために全軍が攻め倦んだまま夕刻となり、撤退間近となったが、直茂は先陣として同じ攻め口で戦っている最中の広橋信了へ伝令を遣わし、我らが攻めるのに支障が出ているから早く攻め落とすよう伝え、これに立腹した広橋を討ち死に追いやっている[12][注釈 3]。また、天正5年（1577年）の大村純忠攻めの際は、龍造寺軍には「先陣の敗は二陣の不覚、先陣の勝は二陣の手柄」との定めがあるにも拘らず、直茂は先陣の勝屋勝一軒が討ち負ける様をただ静観し続け、隆信から急ぎ勝屋を援けるよう伝令を遣わされてから、ようやく助勢に加わるという、意図的としか思えない行為をしている[12]。
- 直茂は秀吉に「天下を取るには知恵も勇気もあるが、大気（覇気）が足りない」と評されたという。
- 直茂は秀吉に早くから信任されて龍造寺氏の家督代行者とみなされ、天正18年（1590年）の時点ですでに政家が秀吉より受けた知行宛行状の中で4万5000石という独自の知行を与えられている。

## 家臣団・偏諱を与えた人物
生、茂を含む人物が偏諱を賜った人物であるが、「茂」を通字とする鍋島一門に関してはこれに含めていない。また「茂」が太字になっていない人物は次代・勝茂から賜っている。
- 龍造寺系：龍造寺安良、龍造寺信周、龍造寺長信、龍造寺家晴、多久安順、後藤家信
- 親族衆：鍋島信房（直茂庶兄）、鍋島茂里（石井信忠の子で直茂の養子）、鍋島胤信（直茂義弟）、神代家良（直茂の甥で神代長良の養子）
- 鍋島三生：石井生札、下村生運、鍋島生三（直茂の従兄弟・清虎の子とされる）、藤島生益

（＊この四名は直茂が信生（のぶなり）を名乗っていた時代に「生」の字を与えた人物で、最初の三名を特に（俗称として）鍋島三生と呼ぶ。）
- その他家臣：成富茂安、石井茂成、石井茂利、石井茂清、鍋島茂賢（茂里の実弟、初め深堀姓）、江副茂久、中野清明、久納茂俊

## 関連作品
テレビドラマ
- 『日曜史劇 脈』「火を作る人々」（KBS、1977年）演：キム・ソンギョム[14]